# ايغون فون جوردن
ايغون فون جوردن (بالألمانية: Egon von Jordan)‏ (و. 1902 – 1978 م) هو ممثل مسرحي، وممثل أفلام نمساوي، توفي في فيينا، عن عمر يناهز 76 عاماً.

## وصلات خارجية
- ايغون فون جوردن على موقع IMDb (الإنجليزية)
- ايغون فون جوردن على موقع ألو سيني (الفرنسية)
- ايغون فون جوردن على موقع أول موفي (الإنجليزية)
- ايغون فون جوردن على موقع قاعدة بيانات الأفلام السويدية (السويدية)
- ايغون فون جوردن على موقع قاعدة بيانات الفيلم (الإنجليزية)
- ايغون فون جوردن على موقع كينوبويسك (الروسية)